# Coupray
 Coupray  es una población y comuna francesa, en la región de Champaña-Ardenas, departamento de Alto Marne, en el distrito de Chaumont y cantón de Arc-en-Barrois.
Es la ciudad natal de Luis Braille, donde vivió sus primeros años, y en su cementerio estuvo hasta 1954 enterrado, su casa es un museo en la actualidad.

## Demografía
| 138 | 124 | 121 | 140 | 131 | 160 |
| Para los censos de 1962 a 1999 la población legal corresponde a la población sin duplicidades (Fuente: INSEE [Consultar]) |     |     |     |     |     |